# Pleocnemia macrodonta
Pleocnemia macrodonta är en ormbunkeart som först beskrevs av Presl, Fée, och fick sitt nu gällande namn av Holtt. Pleocnemia macrodonta ingår i släktet Pleocnemia och familjen Tectariaceae. Inga underarter finns listade.